# Tambura
La tambura o tamburica es un instrumento popular en la música folclórica de Europa central y oriental, más exacta en Croacia (Eslavonia), Bulgaria, Hungría, Serbia (Vojvodina) y de la India. También lo conocen en las partes de Eslovenia meridional. De cuerda similar a la bandurria (comparte instrumento antecesor, la pandurria) y la mandolina. Perteneciente a la familia de laúdes 
También se la utiliza en Medio Oriente y fue muy popular en la Edad Media. En la foto de abajo se puede ver cuya tapa de resonancia es un parche de cuero de oveja tensado. El casco es una calabaza cortada y el mango de madera.

## Galería

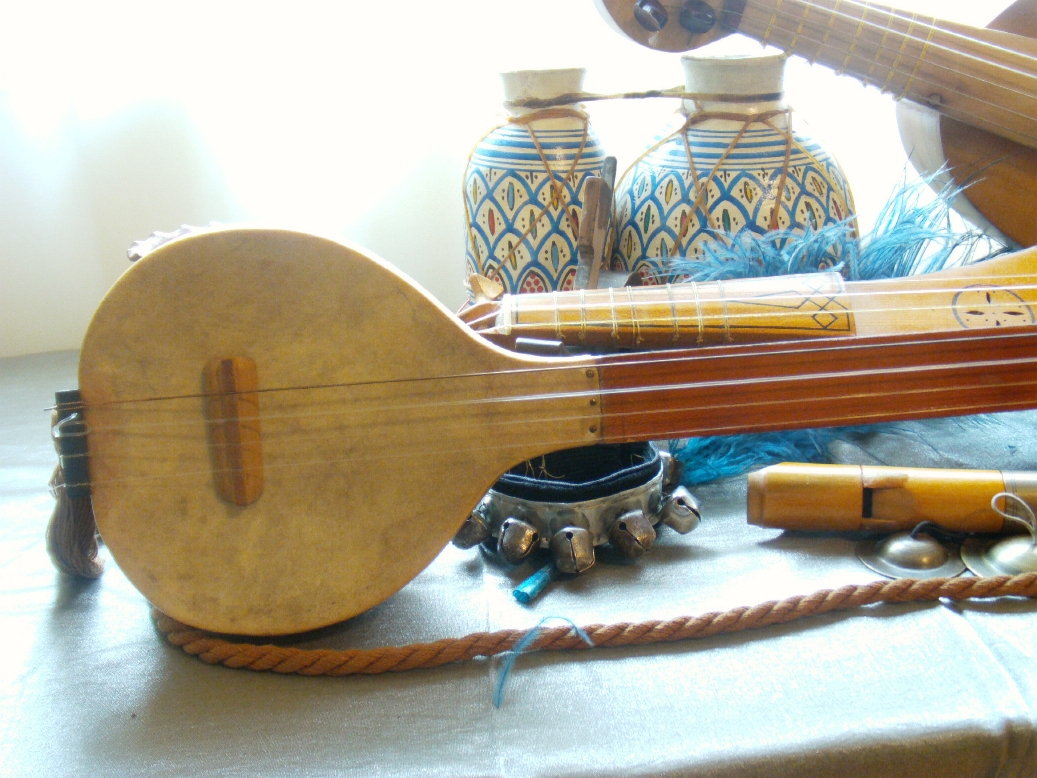
Tambura
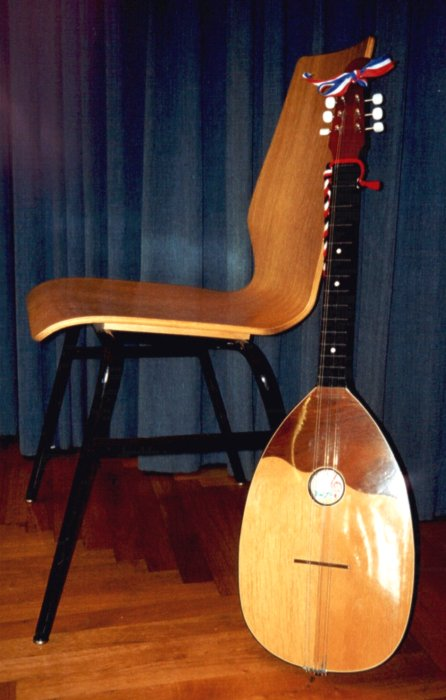
Brač croata
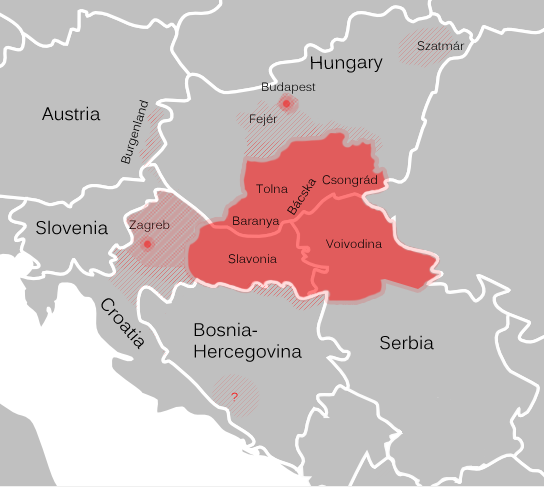
Área de interpretación de la tambura